# Grupo de Boedo

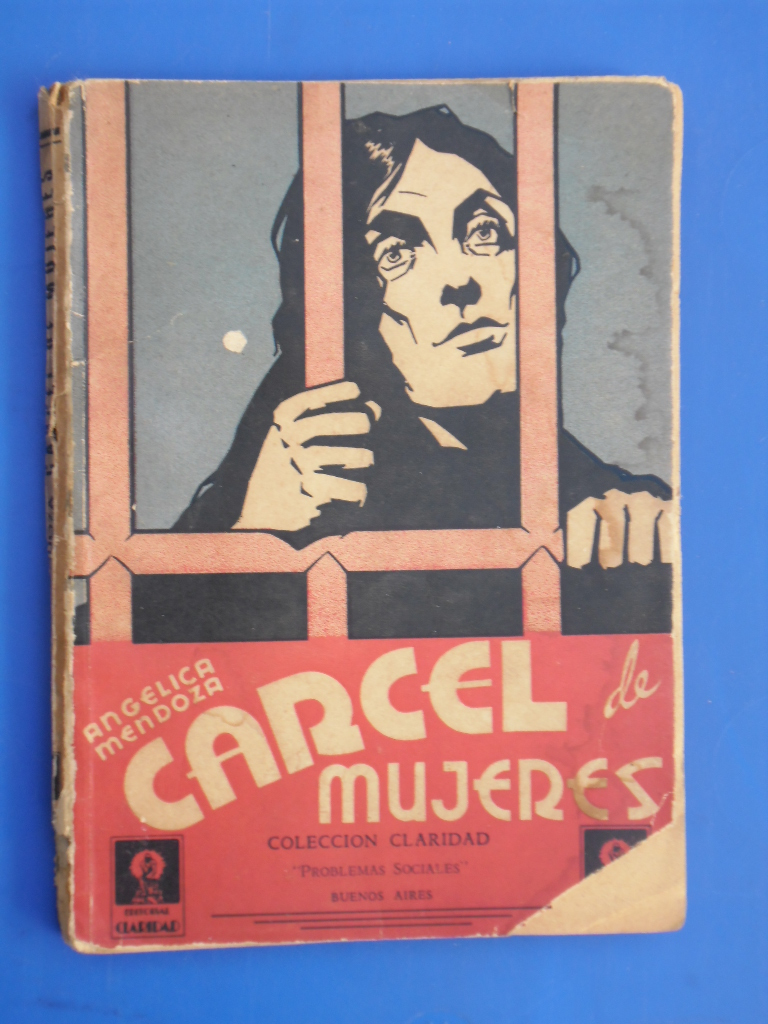
Libro editado por Editorial Claridad, donde se nucleaban los escritores del Grupo de Boedo.

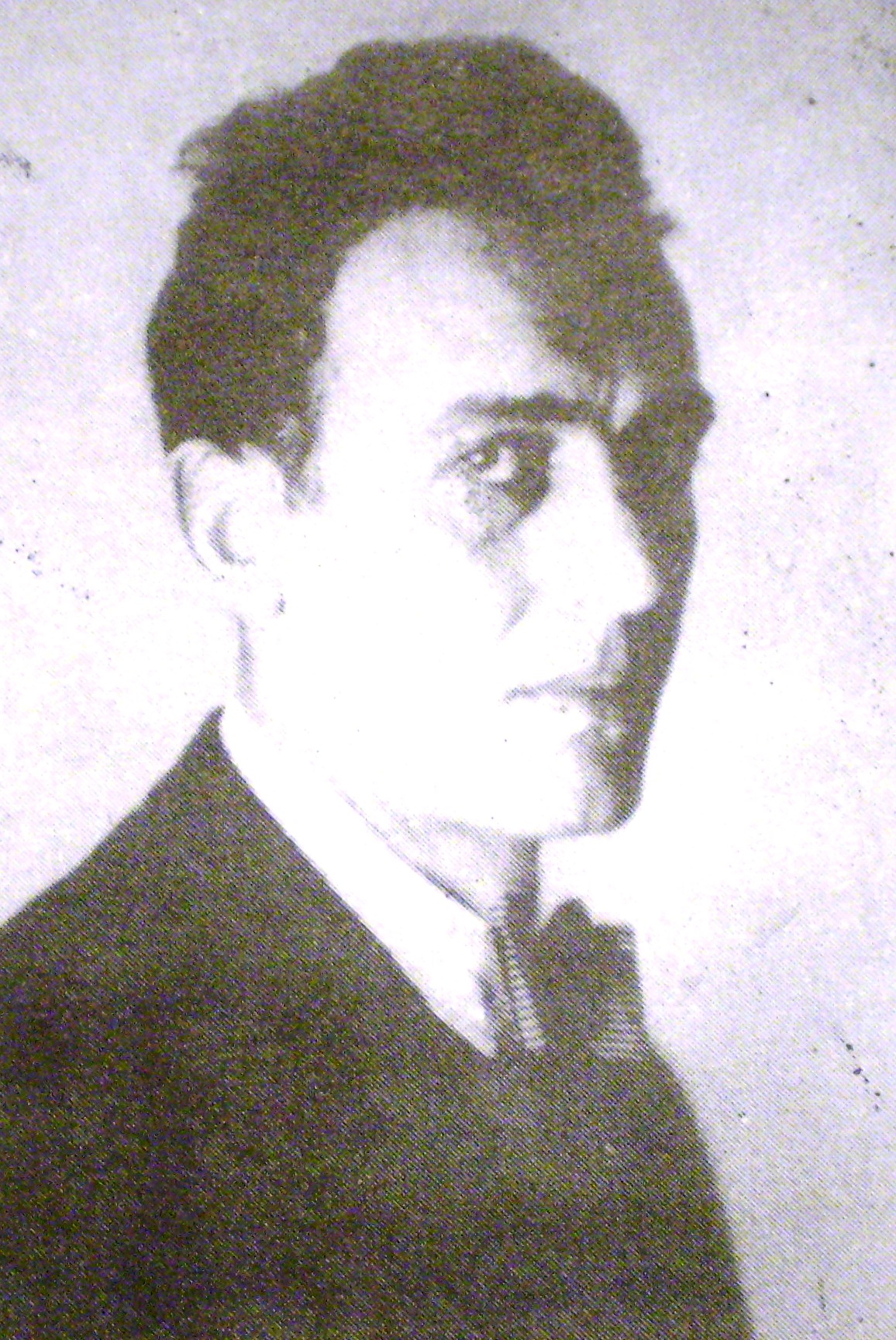
Elías Castelnuovo, uno de los principales exponentes del grupo.

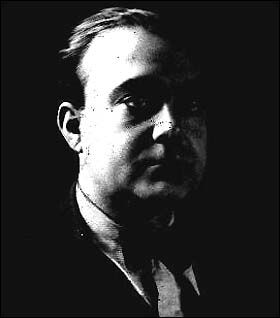
Leónidas Barletta, otro de los exponentes del grupo.

El grupo Boedo o grupo de Boedo fue un agrupamiento informal de artistas de vanguardia de la Argentina durante la década de 1920. Tradicionalmente, la historiografía cultural argentina lo opuso al Grupo de Florida. Recibieron ese nombre porque uno de sus puntos de confluencia era la Editorial Claridad, ubicada en calle Boedo 837, y el Café El Japonés, en Boedo 873. La zona era por entonces eje de uno de los barrios obreros de Buenos Aires. El grupo se caracterizó por su temática social, sus ideas de izquierda y su deseo de vincularse con los sectores populares y en especial con el movimiento obrero.

## Orígenes
El Grupo de Boedo nace en 1922 a partir de un concurso literario realizado por el diario La Montaña, en el que participaron Castelnuovo, Barleta, Mariani y Álvaro Yunque, quien obtuvo una mención especial...
El grupo también es una consecuencia del cierre de la revista Extrema Izquierda.

## La Editorial Claridad y la formación del Grupo de Boedo
La Editorial Claridad fue fundada el 20 de febrero de 1922 por Antonio Zamora, periodista de ideas socialistas que había trabajado hasta entonces realizando crónicas del movimiento obrero para el diario Crítica. Ese año decide crear la editorial, con el fin de orientarla a la edición de literatura popular y contenido social.
Alrededor de la editorial, y hacia 1924 comenzó a reunirse un grupo de escritores y artistas de izquierda, entre los que se destacaron Leónidas Barletta, Nicolás Olivari (también perteneciente al grupo Florida) y Elías Castelnuovo, a quienes puede considerarse los fundadores. 
Si bien al grupo se lo conoce con el nombre del barrio de Boedo, en la ciudad de Buenos Aires, para ese entonces Boedo no era considerado un barrio, sino que el nombre hace alusión a la avenida Boedo, lugar en donde se encontraban los cafés que frecuentaban sus integrantes.

## Características
En su mayoría, los integrantes del Grupo de Boedo se inclinaban por el género narrativo, pero también hubo quienes escribieron poesía, género preferido del Grupo de Florida, como por ejemplo, Nicolás Olivari y Roberto Mariani.
El grupo Boedo se caracterizó fundamentalmente por la búsqueda de innovaciones vanguardistas relacionadas con los contenidos, incluyendo las temáticas sociales, obreras y políticas, siempre desde una perspectiva de izquierda, generalmente socialista. 
Para ellos, el escritor tenía una función social en busca de nueva sociedad. Escribían con una afán pedagógico. Desde una avenida en la zona sur de la ciudad, en una zona proletaria, entendían al arte como una vía para la revolución social.
El grupo difundió sus obras a través de las revistas Los Pensadores, Dínamo, y Extrema Izquierda y la propia editorial Claridad, de Antonio Zamora, histórico lugar de reunión del grupo cerca de la Editorial Claridad.

## Integrantes
Sus integrantes fueron, entre otros:
- Literatura:
  - Leónidas Barletta
  - Clara Beter (autora del libro de poemas Versos de una...; finalmente se descubrió que era el escritor César Tiempo)
  - Elías Castelnuovo
  - Aristóbulo Echegaray
  - Raúl González Tuñón
  - José Portogalo
  - Roberto Mariani
  - Nicolás Olivari
  - Alberto Pinetta
  - Gerardo Pisarello
  - Gustavo Riccio
  - Abel Rodríguez (Rosario, 1893-1961)
  - Lorenzo Stanchina
  - César Tiempo
  - Álvaro Yunque
  - Roberto Arlt es a veces incluido en el Grupo Boedo (incluso él mismo lo hace en una entrevista).
  - Juan Carlos Mauri
  - Enrique Amorim
- Pintura:
  - José Arato
  - Adolfo Bellocq
  - Guillermo Facio Hebequer y
  - Abraham Vigo.
- Música:
  - Cátulo Castillo
  - Homero Manzi
  - Juan Francisco Giacobbe
  - José González Castillo
  - Pedro Laurenz
  - Pedro Maffia
  - Sebastián Piana

## Florida y Boedo
Se toma como punto de partida de la rivalidad entre Boedo y Florida al artículo de Roberto Mariani "Martín Fierro y yo"7. Sin embargo, es necesario señalar que las diferencias con el bando de Boedo son anteriores y ya aparecen en Martín Fierro, incluso antes de la aparición de Los Pensadores como publicación de los boedistas. 
La tradición suele ubicar al grupo Boedo como opuesto al grupo de Florida, aunque los límites entre ambos nunca estuvieron definitivamente marcados. Se atribuye al grupo Florida una mayor identificación con las elites económicas, mientras que al grupo Boedo se le ubica más cerca de los sectores obreros y populares. El grupo Florida se reunía en el centro, mientras que el Boedo lo hacía en los suburbios. Aquel daba máxima importancia a los aspectos de renovación de las formas artísticas, mientras el segundo daba máxima importancia a los contenidos sociales y políticos.
Los bordes delimitantes de pertenencias para los integrantes fueron muy difusos y generaron más de una inclusión ya convencional ya injusta. El mismo Raúl González Tuñón, señalaba esta confusión de la crítica cuando recordaba que a él «y a mi hermano Enrique» (Enrique González Tuñón) los incluían sistemáticamente en Boedo ―seguramente movidos por el tono social de su literatura―, cuando en realidad participaban y se sentían integrantes del grupo de Florida. También influyeron en las vacilaciones clasificatorias cuestiones personales como la amistad y las relaciones laborales, por ejemplo:
- La camaradería entre jóvenes que rondaban los 20 a 25 años ejercía una influencia mayor en la interacción que el contenido de sus obras, a pesar de algunas zonas irredimibles;

- Roberto Arlt, típico bohemio de Boedo, oficiaba como secretario personal de Ricardo Güiraldes, ídolo tótem de Florida.

- Las dos editoriales emblemáticas que concentraban la producción (Claridad, de Antonio Zamora, y Proa, de Evar Méndez) con sus ubicaciones barriales diversas definían las bocas de salida de los nuevos autores.

Recordaba Raúl González Tuñón que en ocasión de la visita a Buenos Aires del escritor español Ramón Gómez de la Serna, y habiendo entrado en contacto con el mundillo literario de la urbe, y luego de adentrarse en la polémica y conocer sus esencias, acuñó la frase sintetizadora: «El grupo de Floredo».
Algunos integrantes de ambos grupos se cambiaron de bando con el transcurso del tiempo y Jorge Luis Borges, identificado con el grupo Florida, llegó a confesar que esta rivalidad no pasaba de ser una broma.